# La Semaine infernale
 (octobre 2015).
Si vous disposez d'ouvrages ou d'articles de référence ou si vous connaissez des sites web de qualité traitant du thème abordé ici, merci de compléter l'article en donnant les références utiles à sa vérifiabilité et en les liant à la section « Notes et références ».
La Semaine infernale était une célèbre émission humoristique belge de radio diffusée chaque semaine le samedi entre 09h et 10h sur les ondes de la radio publique La Première. De 1989 à 2011, elle a revisité de façon critique et humoristique l'actualité de la semaine. Elle était l'émission prélude d'une semaine du Jeu des dictionnaires.
L’émission était enregistrée le jeudi soir, en commençant par la Semaine infernale puis par les différentes émissions du Jeu des dictionnaires (5 les premières années, puis 4), qui seront diffusées tout au long de la semaine suivante.
L'émission était composée de sketches réalisés par chacun des chroniqueurs du Jeu des dictionnaires entrecoupées de questions tirées de la presse sur l'actualité de la semaine écoulée.

## Historique
L’émission a débuté en 1987 au sein de l’émission On est faits pour s’entendre animée par Jacques Mercier chaque jour de la semaine.  Il s’agissait d’une séquence plus corrosive de l’émission du vendredi, de 17h30 à 18h00.
En 1989, la direction de la RTBF propose à Jacques Mercier d’animer La Semaine infernale en tant qu’émission quotidienne.  Il propose néanmoins le concept de Jeu des dictionnaires pour les émissions du lundi au jeudi, La Semaine infernale continuant à être diffusée le vendredi.
Le 25 mars 1989, l’émission est désormais diffusée le samedi matin à 11h00, qui est une case permettant une plus grande audience, tout en conservant Le jeu des dictionnaires du lundi au vendredi.

### Déboires avec la direction de la RTBF dans le cadre des affaires de corruption au parti socialiste
Les chroniqueurs de l’émission ont régulièrement égratigné le monde politique belge, en particulier le parti socialiste lors des procès Agusta-Dassault et de l'Affaire UNIOP-INUSOP au milieu des années 1990.  Ainsi, à cette époque, le générique de l’émission a été remplacé par le thème du film Le Parrain et Marc Moulin faisait jouer les membres de l’équipe au Mathopoly, prétendument un jeu de société « dont le but est d’aller en prison ».
Ne pouvant faire disparaître l’émission, ce qui se serait apparenté à une forme de censure, la direction de la RTBF a pris en 1998 différentes mesures, notamment :
- le déplacement de l’émission le vendredi après-midi (en remplacement de la 5e émission hebdomadaire du Jeu des dictionnaires), qui est une case de moindre audience ;
- l’interdiction faite à ses journalistes de participer à l’émission.  En réponse à ceci, Jean-Jacques Jespers, qui était le seul journaliste membre de l’équipe, a continué à siéger dans l’équipe, et était toujours annoncé dans le tour de présentation en début d’émission, mais demeurait muet tout au long de l’émission, sachant qu’il pouvait continuer à participer au Jeu des dictionnaires.

À partir de septembre 2002 et jusqu’à la fin en 2011, l’émission est de nouveau diffusée le samedi matin, désormais entre 9h15 et 10h00.

## Rubriques récurrentes
Quelques rubriques se sont tenues de manière récurrentes, notamment :
- Le Blog : Jean-Jacques Jespers présente « le blog, le seul et l'unique qui n'est pas sur Internet ».  À travers celui-ci, il passe au crible quelques faits marquants de la semaine écoulée.
- Les Niouniouzz infernales de Pierre Kroll : parodie du journal destiné aux enfants les Niouzz.
- Les Viouzz de Raoul Reyers : journal de Bruxelles français destiné aux personnes du 3e, 4e, 5e et 6e âge, s'il en reste.
- Le journal des bonnes nouvelles de Pierre Kroll.
- Le journal des fausses bonnes nouvelles de Juan d'Oultremont.
- Le docteur G., où Philippe Geluck répondait aux lettres imaginaires de patients auditeurs.
- J'ai testé pour vous d'Eric De Staercke.

### Feuilletons
Les premières années de l’émission, plusieurs feuilletons écrits par Marc Moulin ont été joués par les membres de l’équipe, notamment :
- Les Tilkin, qui met en scène les péripéties d’une famille de la classe moyenne bruxelloise ;
- Les soupers de Bobonne, suite de dialogues entre Henriette et son compagnon François ;
- Les enquêtes du Commissaire Charogne, feuilleton policier dont l’intrigue se complexifie de manière exponentielle au fur et à mesure des épisodes

## Émissions liées
- Le Jeu des dictionnaires
- C'est presque sérieux